# Кал Петерсен
Калвин „Кал” Петерсен (енгл. Calvin Cal Petersen — Вотерлу, 19. октобар 1994) амерички је хокејаш на леду који игра на позицији голмана.
Члан је сениорске репрезентације Сједињених Држава за коју је на међународној сцени дебитовао на светском првенству 2017. године.
Учествовао је на улазном драфту НХЛ лиге 2013. где га је као 129. пика у петој рунди одабрала екипа Буфало сејберса. Пре почетка професионалне каријере усавршавао се играјући у колеџ лиги за екипу Универзитета Нотр Дам.